# 古谷ひろみ
古谷 ひろみ (ふるや ひろみ) は、日本の地方公務員。

## 人物
1987年一橋大学経済学部卒業後、東京都庁入庁。港湾局勤務が長い。
東京都港湾局臨海開発部開発企画課長、港湾局総務部総務課長、港湾局参事、東京都立駒込病院事務局長、港湾局企画担当部長、港湾局港湾経営部長、港湾局総務部長、東京都中央卸売市場次長、東京都多摩水道改革推進本部長等を経て、2019年東京都港湾局長 (女性初) 。2020年東京オリンピック開催中の東京港周辺の交通問題への対応、コンテナ埠頭群再編を含む同港の機能強化に尽力。同年、東京臨海高速鉄道取締役。
2022年東京都水道局長。
2023年東京都政策企画局長。2024年退職、首都高速道路執行役員（CS・サステナビリティ推進部、財務部担当）。地方財政審議会委員。